# تاجیک‌های بامیان
تاجیکان بامیان، یکی از گروه های مهم قومی است که در این ولایت سکونت دارند. تاریخ حضور تاجیکان در بامیان به اندازه تاریخ تمدن این ولایت است. حضور تاریخی تاجیکان در مناطق مختلف و به‌ویژه مرکز بامیان و خصوصا اطراف مجسمه های بودا گواه بر این مسئله است.

## پیشینه

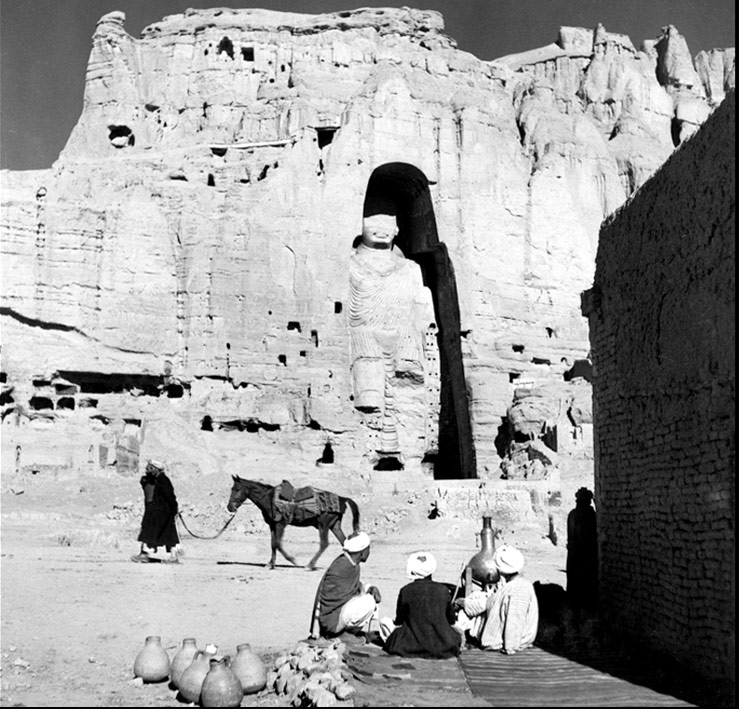

بامیان سرزمین تاریخی آریایی های تاجیک‌تبار است،  به گونه ای که شهر ضحاک که اسطوره ای قدیمی آریایی هاست، غار فریدون، دره آهنگران که در شاهنامه حکیم فردوسی آمده است متعلق به این‌ مردم است.  بامیان از نگاه فیض محمد کاتب هزاره نیز در کتاب نژاد نامه افغان سرزمین تاجیک‌ها شناخته شده است. از نگاه بسیاری از شرق شناسان چون مری لویس کلیفورد نیز بامیان زیستگاه تاجیکان دانسته است.
در قرن ۷ میلادی به عنوان یک مرکز مهم فرهنگی و مذهبی در دنیای بودایی شناخته می‌شد و دو مجسمه بزرگ بودا در منطقه تاجیک‌نشین نمایانگر همین تاریخ فرهنگی است.
با ورود اسلام به افغانستان، تاجیکان بامیان نیز مانند دیگر مردمان کشور به تدریج به دین اسلام گرایش پیدا کردند و فرهنگ اسلامی در زندگی آن‌ها رسوخ کرد. این تغییرات فرهنگی منجر به شکل‌گیری هویتی جدید برای تاجیکان بامیان شد که همچنان در سده‌های بعد نگهداشته شده است.

### حدود تاریخی بامیان
پیش از اجرای تقسیمات اداری نوین در افغانستان در دهه ۱۳۴۰ خورشیدی، محدودهٔ تاریخی بامیان شامل نواحی مرکزی چون شهر بامیان (تلواره، جگره‌خیل)، شیبر، کهمرد و سیغان بود. این مناطق از نظر تاریخی، فرهنگی و جغرافیایی، باهم پیوستگی داشته و به‌عنوان هستهٔ سنتی و تاریخی بامیان شناخته می‌شدند. 
در مقابل، ولسوالی‌هایی چون پنجاب، یکه‌ولنگ و ورس تحت حاکمیت سنتی قوم دایزنگی قرار داشتند و در گذشته به‌طور مستقل از بامیان مرکزی اداره می‌شدند.
بلاخره درسال ۱۳۴۳ طبق قانون اساسی که درست شد. بامیان به یک ولایت جداگانه تبدیل می شود، پنجاب و یک تعداد از مناطق دایزنگی زیر مجموعه ولایت بامیان میگردد
بر اساس منابع تاریخی، محل قدرت دای‌زنگی‌ها در منطقهٔ پنجاب قرار داشت و ساختار حکومتی‌شان مبتنی بر نظام قبیله‌ای نیمه‌مستقل بود.

## بود و باش

### شهرستان کهمرد
کهمرد یکی از ولسوالی‌های ولایت بامیان در مرکز افغانستان است. این شهر در ارتفاع ۱۴۷۵ متری با ۳۱۰۴۲ نفر جمعیت واقع شده‌است. کهمرد در ۱۴۰ کیلومتری شهر بامیان در شمال این ولایت قرار دارد و به پنج دره (هاجر، مادر، تنگی پشته، اشپشته و دو آب میخ زرین) تقسیم شده‌است. تاجیک‌ها حدود ۸۵ درصد جمعیت را تشکیل می‌دهند و اکثریت را در این ولسوالی دارند، پس از آن ۸ درصد هزاره‌ها، ۶ درصد تاتارها و اقلیت کوچکی از پشتون‌ها قرار دارند. این ولسوالی در گذشته بخشی از ولایت بغلان بود، اما در سال ۲۰۰۵ بخشی از این ولسوالی جدا شد و ولسوالی سیغان را تشکیل داد.

### شهرستان شیبر
بر اساس گزارش مرکز مطالعات فرهنگ و منازعه دانشگاه نیروی دریایی آمریکا، حدود ۴۷٪ از جمعیت ولسوالی شیبر را تاجیک‌ها تشکیل می‌دهند و این گروه قومی یکی از اجزای اصلی جمعیتی این ناحیه به‌شمار می‌رود.

### شهرستان سیغان
در ولسوالی سیغان ولایت بامیان، تاجیک‌ها با ۷۰٪ از جمعیت، اکثریت را تشکیل می‌دهند. هزاره‌ها ۲۷٪ و سایر اقوام حدود ۳٪ از جمعیت را شامل می‌شوند.

## وضعیت
موهن لال، که در دهه‌های سوم و چهارم قرن هجدهم به افغانستان سفر کرد، در سفرنامه خود به ساکنان اصیل و قدیمی بامیان اشاره می‌کند. او می‌نویسد که جمعیت اصلی این منطقه را تاجیک‌ها و افغان‌ها (پشتون‌ها) تشکیل می‌دهند و مردم آن به زبان‌های پشتو و دری سخن می‌گویند.
بامیان، یکی از ولایت‌های مرکزی افغانستان، به دلیل ترکیب قومی متنوع خود شناخته می‌شود. اگرچه این منطقه عمدتاً با جامعه هزاره مرتبط دانسته می شود، اما حضور تاریخی تاجیکان در آن چشمگیر است. در دهه‌های اخیر، به‌ویژه در دوران حکومت مجاهدین و نظام جمهوری، مناسبات قومی در بامیان دستخوش تحولات عمیقی شد که تأثیرات آن تا امروز باقی است. در حالی‌که تاجیکان در مرکز بامیان، ولسوالی های شیبر، سیغان و کهمرد بیشتر بودوباش دارند، اما این نقض گسترده حقوق بشری و حذف قومی در دهه گذشته شدید بوده است. به گونه ای که گزارش های بین المللی از حذف قومی مانند دیدبان حقوق بشر اقلیت های جنوب آسیا در گزارش سال ۲۰۱۶ خود به وضعیت تاجیک ها در بامیان پرداخته است، موارد چون تخریب بازار قدیم تاجیک ها، غصب حدود ۲۰۰۰ جریب زمین آنان و حذف سیاسی آنان را نقض حقوق بشری سازمان مند عنوان کرده است. مستند سازی هایی نیز از حذف قومی آنان انجام داده که شامل صدها مورد از نقض حقوق بشری آنان می شود.

### تظاهرات تاجیک‌های بامیان
در تاریخ ۹ ژانویه ۲۰۱۶، صدها تن از باشندگان تاجیک در ولایت بامیان دست به تظاهراتی در مرکز این ولایت زدند. معترضان حکومت محلی را به تبعیض قومی، حذف سیستماتیک از روندهای سیاسی و غصب زمین‌های‌شان متهم کردند. آنان اعلام داشتند که زمین‌ها و دارایی‌های تاریخی‌شان در مناطق مختلف بامیان از سوی افراد وابسته به حکومت محلی غصب شده و دسترسی‌شان به فرصت‌های برابر شغلی و اداری به شدت محدود شده‌است. این تظاهرات با هدف دادخواهی برای عدالت اجتماعی و پایان دادن به سیاست‌های تبعیض‌آمیز علیه این اقلیت قومی برگزار شد.

### کوچ اجباری تاجیکان در دهه ۷۰
بر بنیاد پژوهشی که در سال ۱۳۹۶ توسط جمعی از نویسندگان تاجیک‌تبار تحت عنوان “جنایت علیه تاجیکان و پشتون‌های بامیان” صورت گرفت، در آن گفته در دهه ۷۰، تاجیکان بامیان تحت فشارهای امنیتی و تهدیدهای حزب وحدت، مجبور به ترک خانه‌های خود شدند. برخی با خشونت رانده شدند و برخی دیگر به دلیل محرومییت اقتصادی، چاره‌ای جز مهاجرت نداشتند. در این کتاب که مستنداتی نیز ذکر شده، از سیاست تغییر عمدی ترکیب جمعیتی بامیان سخن گفته شده است. و این‌ با شماری در تلاش این بودند که پایگاه حزب وحدت تقویت شود. نتیجه، کاهش چشمگیر جمعیت تاجیک و تضعیف نفوذ سیاسی آنان بوده است.
در کتاب “پاکسازی قومی تاجیکان و پشتون‌ها در بامیان” به نقل از بسم‌الله بامیانی، از نویسندگان تاجیک‌تبار که در گفت‌وگو با نشریه مقاومت آلمان در سال ۲۰۰۳ انجام داده، از کشتار و فراری دادن ۱۵۰۰۰ تاجیک بامیان در سال ۱۳۷۴ توسط کریم خلیلی سخن گفته است.
در پژوهش دیگر این تاجیکان بامیان مدعی هستند که حدود ۱۰ هزار خانواده تاجیک‌تبار در زمان حاکمیت حزب وحدت از بامیان به ولایات دیگر مهاجرت کرده‌اند.

### تخریب بازار کهنه و غصب زمین‌های تاجیکان
از مواردی دیگر که تاجیکان در ۳۰ سال گذشته به آن معترض بوده اند، تخریب بازار کهنه بامیان است که مرکز اقتصادی تاجیکان بود. به گفته تاجیکان این برنامه با بهانه‌های توسعه‌ای انجام شد، اما هدف واقعی، حذف نماد تجارت تاجیکان بود. بازار کهنه نه‌تنها یک مرکز خریدوفروش، بلکه هویتی تاریخی داشت. نابودی آن ضربه‌ای سخت به معیشت مردم وارد کرد و بسیاری از تاجیکان را وادار به ترک شهر نمود. این طرح بخشی از پروژه بزرگترِ حذف تاجیکان از عرصه‌های اقتصادی بامیان بود.
از سویی دیگر تاجیکان مدعی اند که پس از تخریب بازار کهنه، زمین‌های تاجیکان مصادره و بازار جدیدی با مدیریت حزب وحدت بالای بسیاری از بخش‌های زمین‌های شخصی آنان ساخته شد. این اقدام ظالمانه، هم زمین‌های مردم را غصب کرد و هم آنان را از منافع اقتصادی جدید محروم ساخت. بسیاری از تاجیکان حتا اجازه کسب‌وکار در بازار جدید را نیافتند. این پروژه، نمونه‌ای از سیاست‌های ناعادلانه‌ای بود که با هدف تغییر بافت جمعیتی و اقتصادی بامیان اجرا شد.
طبق ادعای جمعی نویسندگان در کتاب “پاک‌سازی قومی تاجیکان و پشتون‌های بامیان” در زمان احداث بازار جدید طبق توافق صورت گرفته باید ۴۰ درصد دکان‌ها به تاجیکان اختصاص می یافت، اما نه تنها این کار صورت نگرفت که تنها ۱۲۴۰ دکان فقط به افراد حزب وحدت توزیع گردید.

### فشار حزب وحدت پس ازکنفرانس بنو دهه دموکراسی
بسیاری از تاجیکان بامیان مدعی هستند که حزب وحدت به رهبری کریم خلیلی، با گرایش قومی-مذهبی، در دهه‌های ۷۰ و ۸۰ و ۹۰ سیاستی سیستماتیک را برای تضعیف تاجیکان بامیان پیش گرفت. طبق گفته های آنان این حزب با استفاده از نفوذ سیاسی و نظامی، حقوق اقتصادی و اجتماعی تاجیکان را نادیده گرفت. فشارها شامل تهدید، محدودیت‌های شغلی و محرومیت از خدمات عمومی بود. گفته شده که این حزب با تکیه بر پایگاه قومی خود، تاجیکان را به حاشیه راند و ساختار قدرت را یکسره در اختیار هوادارانش قرار داد. این سیاست‌ها باعث مهاجرت اجباری و کاهش نفوذ تاجیکان در بامیان شد.

### دوران جمهوریت (۲۰۰۱-۲۰۲۱): تداوم تبعیض و انحصار قدرت توسط حزب وحدت
با سقوط طالبان در سال ۲۰۰۱ و تشکیل نظام جمهوری، انتظار می‌رفت که فضای سیاسی عادلانه‌تر شود. اما در عمل، حزب وحدت اسلامی (به‌ویژه شاخه تحت رهبری خلیلی) توانست نفوذ خود را در ساختار اداری بامیان حفظ کند. در حالی‌که همزمان با تشکیل دولت موقت و سفر هیئتی از کابل که در آن شماری از رهبران جهادی از جمله کریم خلیلی و سید مصطفی کاظمی و بعضی از بزرگان تاجیک بامیان شامل بودند، فیصله این بود که ساختار اداری بامیان همه شمول باشد. اما در طول ۲۰ سال جمهوریت، اکثر پست‌های راهبردی اداری، امنیتی و اقتصادی بامیان به افراد وابسته به حزب وحدت اختصاص یافت. تاجیکان و دیگر اقلیت‌های بومی در این فرآیند به حاشیه رانده شدند.
در کتاب “پاکسازی قومی تاجیکان و پشتون‌ها در بامیان” آمده است که از میان ۵۰ اداره مهم و ۲۱ ریاست در ۲۰ سال جمهوریت، تنها ریاست حج و اوقاف و بعضا هم فرمانده امنیه یک تاجیک بود و بقیه ادارات بیشتر این سال‌ها در اختیار هزاره‌ها قرار داشت (صفحه ۸۳). این جمع از نویسندگان آن زمان مدعی بودند که از میان بیش از ۷۲۰۰ کارمند در اواخر جمهوریت و دوران محمد طاهر زهیر، تنها ۱۵۰ کارمند در بامیان تاجیک بوده‌اند.
طبق ادعای تاجیکان در دهه ۸۰، حزب وحدت با انحصار قدرت، تاجیکان را از مشاغل دولتی حذف کرد. حتی کارمندان باتجربه نیز اخراج یا به پست‌های بی‌اهمیت منتقل شدند. این اقدام، بخشی از برنامه سیستماتیک برای محروم‌سازی سیاسی تاجیکان بود. ادارات دولتی به‌طور کامل در اختیار هواداران حزب قرار گرفت و تاجیکان از هرگونه مشارکت در حکومت محلی محروم شدند.

### تشدید فشار و بازداشت در دورانمحمد طاهر زهیر
تاجیکان بامیان اوج فشار را بالای آنان پس از دهه ۷۰، در زمان ولایت محمد طاهر زهیر می‌دانند. وقتی با هر تاجیک بامیان صحبت کنیم، از فشار که در دوره محمد طاهر زهیر متحمل شدند، شکوه دارند. آنان مدعی هستند که در این دوره به دلایل واهی بازداشت یا تهدید می شدند.
یکی از مشکلات اساسی تاجیکان در این دوره، جلوگیری از کار و فعالیت آنان بالای زمین‌های زراعتی و همچنین جلوگیری از روند ساخت و ساز تحت عنوان اماکن سبز و سرخ بودند. یعنی اماکن که گفته می شود تاریخی بوده و ثبت یونسکو هستند و کسی اجازه ساخت و ساز بالای آن را ندارند.
دو و سه مسئله مهم در دوره به میان که به تشدید تنش میان تاجیکان و محمد طاهر زهیر منجر شد. اولین مورد آن در سال ۱۳۹۵ بود که خانه شخصی به نام حاج اعظم در مرکز بامیان به بهانه ایجاد “ساحه سبز” تخریب شد، در حالی که در ۱۰۰ متری آن، هتل کریم خلیلی ساخته شده بود. مورد دیگر ساخت سرک تی بوتی از بین زمین‌های زراعتی تاجیکان و تعلل در پرداخت استملاک آن بود. سومین مورد هم جلوگیری از کار تاجیکان بالای زمین های آنان از طریق غرفه‌های فروشات بود که به تشدید تنش منجر شد.
تاجیکان مدعی هستند که در این سال‌ها زمین‌های آنان را مصادره کرده و همچنین از کار و فعالیت آنان با هدف اصلی حذف مالکیت تاجیکان و تغییر هویت منطقه استفاده کرده اند.

### مصادره زمین‌های پشته تاجیکان
یکی از موارد اختلافی در بامیان طی ۲۰ سال دوره جمهوریت مسئله ساخت و ساز بوده است. تاجیکان مدعی هستند که در ۲۰ سال حکومت جمهوریت، زمین‌های پشته آنان از شش پل و جرستوغی تا تی بوتی و نزدیک‌های سُرخدَر با بهانه‌های مختلف از جمله دولتی مصادره و به مردم غیر تاجیک توزیع شده است. طبق ادعای تاجیکان این زمین‌ها اغلب به نزدیکان حکومت یا پروژه‌های دولتی واگذار شده اند. البته بخش قابل توجه هم به مهاجرین از اقوام مختلف توزیع شده است. هرچند اثبات این ادعا که تمام پشته ها مال کسانی است که زیر آن زمین دارد، دشوار است. ولی حداقل منصفانه اگر نگاه کنیم، زمین داران با توجه به رفت و آمدها و نبود راه و زیربناها متضرر شده اند. البته این‌که تاجیکان مدعی اسناد در تملک زمین های پشته هستند، حرف جدا است.
اما امروز، وضعیت تاجیکان بازهم مانند گذشته در سایه تشدید فشار و ابهام قرار دارد. اخیرا والی پشتون بامیان تاجیکان را در مراسمی رسما تحقیر کرد. هم اکنون شماری از تاجیکان این‌گونه وانمود می کنند که در حکومت محلی شریک اند، ولی آنچه مشاهده می شود، وضعیت برای تاجیکان چندان تغییر نکرده است. در گذشته سلطه حزبی حاکم بود، امروز هم سلطه قومی پشتونوالی حاکم است که به هیچ جناح و قومی اجازه سربلند کردن نمی دهد.

## جمعیت

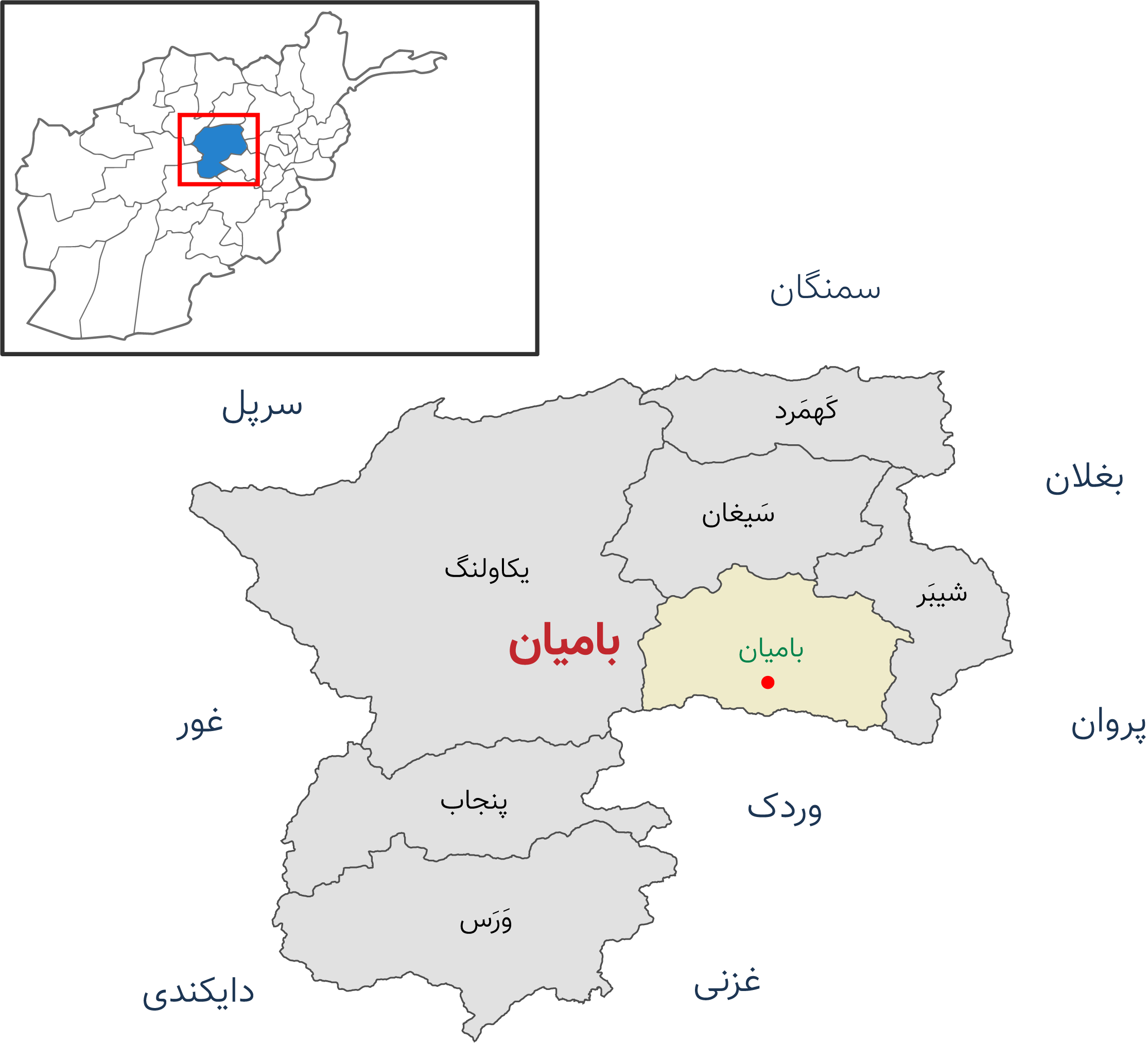
نقشه تقسیمات اداری بامیان

بر اساس آمارهای رسمی، تاجیکان یک جمعیت قابل توجه در بامیان بوده و از ساکنان اولیه و قدیمی بامیان هستند که در مناطق مرکز و برخی ولسوالی‌ها مانند کهمرد با ۸۵ درصد از جمعیت، ۷۰ درصد در سیغان و ۴۷ درصد از جمعیت ولسوالی شیبر را تشکیل می‌دهند.  و در برخی از آمار های غیر رسمی گفته میشود که ۴٠% از ساکنان ولسوالی بامیان تاجیک هستند

## جایگاه اجتماعی
تاجیکان بامیان به‌ویژه تاجیکان مرکز بامیان از نگاه موقعیت اجتماعی و اقتصادی نسبت به همه ساکنان این ولایت از جایگاه برتری برخوردار بوده اند. در دهه های گذشته زمانی که تاجیکان مرکز بامیان به تجارت و بخش های آموزشی و… مصروف بودند، در مناطق دیگر بامیان این امور بیگانه بودند. با این حال تاجیکان بامیان عمدتا به تجارت‌های کوچک اشتغال داشتند/دارند.
تاجیکان مرکز بامیان بهترین زمین‌های کشاورزی بامیان را در اختیار دارند. همچنین آنان در بهترین موقعیت ولایت بامیان که اطراف بودا و مرکز شهر می باشد، اسکان دارند.
البته این موقعیت خوب اسکان در دهه های گذشته برای آنان دردسرهای را ایجاد کرده بود. از جمله بازار فعلی بامیان در دهه ۷۰ و حاکمیت حزب وحدت، تقریبا بالای زمین های زراعتی تاجیکان ایجاد و بیشترین آسیب را آنان متحمل شدند. البته تخریب بازار کهنه که اکثریت مطلق دکان‌ها را تاجیکان داشتند، ضربه دیگر به آنان بود.
با این حال، تاجیکان در چند دهه گذشته از نظر سیاسی و اداری در حاشیه قرار داشتند. در ساختار سنتی بامیان، هزاره‌ها و به‌ویژه جناح حزب وحدت محمد کریم خلیلی به دلیل بازتعریف این‌که اکثریت هستند تمام امور را در دست گرفته و سیاست تبعیض آمیز حذف اقوام دیگر از ادارات و امورات بامیان را اجرا کردند.
خلاصه این‌که در ۴ دهه گذشته تاجیکان بامیان با وجود اینکه دارای جمعیت قابل توجه بوده/هستند، از ساختار سیاسی حذف شده اند.